# مرض البيوض

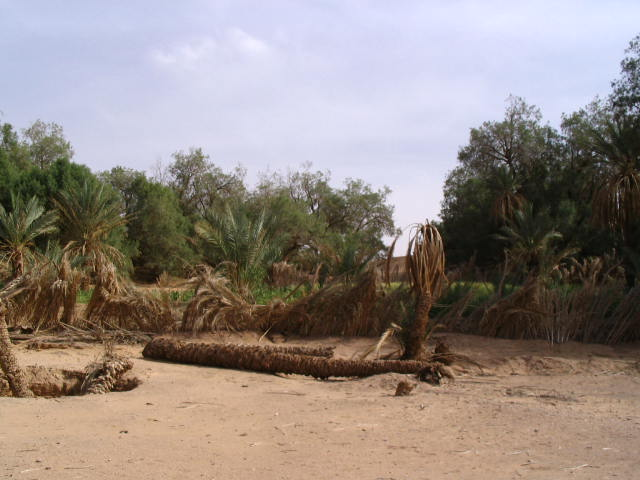
جزء من واحة بني عباس مصاب بالبيوض

البيوض مرض يصيب النخل يسببه نوع من الفطريات المجهرية التي تسمى(بالإنجليزية:  Fusarium oxysporum f. sp. albedinis)‏، وينتشر هذا المرض بكثرة في شمال أفريقيا والشرق الأوسط.
يسبب البيوض تيبساً ثم جفافاً للعسفات السفلى للنخلة يتبع ذلك موتها، في حين تبقى الشتلات التي تنمو قرب النخلة المصابة سليمة وهذا ما يميّز البيوض عن الجفاف.
يحاول المزارعون محاربة المرض بحرق جذوع النخل المريض، بَيد أن هذا الأمر غير مجدٍ لأن الفطريات المسببة للمرض تعيش على الجذور وتنتقل بوساطة التربة.

## العلاج
الحل الوحيد المجدي هو غرس أنواع من النخل تتميز بمقاومتها للمرض والتي يتم إنتاجها مخبرياً وتُوزع على الفلاحين.